# Liste des matchs de l'équipe de Turquie de football
Cette liste présente les matchs de l'équipe nationale de Turquie par adversaire rencontré depuis sa création en 1923 jusqu'à aujourd'hui.

## 1923−1930
| Série | Date              | Match                     | Score |
| 1     | 26 octobre 1923   | Turquie - Roumanie        | 1:0   |
| 2     | 25 mai 1924       | Tchécoslovaquie - Turquie | 5:2   |
| 3     | 17 juin 1924      | Finlande - Turquie        | 2:4   |
| 4     | 19 juin 1924      | Estonie - Turquie         | 1:4   |
| 5     | 22 juin 1924      | Lettonie - Turquie        | 1:3   |
| 6     | 29 juin 1924      | Pologne - Turquie         | 2:0   |
| 7     | 16 décembre 1924  | URSS - Turquie            | 3:0   |
| 8     | 10 avril 1925     | Turquie - Bulgarie        | 2:1   |
| 9     | 1er mai 1925      | Roumanie - Turquie        | 1:2   |
| 10    | 15 mai 1925       | Turquie - URSS            | 1:2   |
| 11    | 2 novembre 1925   | Turquie - Pologne         | 1:2   |
| 12    | 7 mai 1926        | Turquie - Roumanie        | 1:3   |
| 13    | 12 septembre 1926 | Pologne - Turquie         | 6:1   |
| 14    | 17 juin 1927      | Bulgarie - Turquie        | 3:3   |
| 15    | 14 octobre 1927   | Turquie - Bulgarie        | 3:1   |
| 16    | 8 avril 1928      | Yougoslavie - Turquie     | 2:1   |
| 17    | 15 avril 1928     | Roumanie - Turquie        | 4:2   |
| 18    | 28 mai 1928       | Égypte - Turquie          | 7:1   |

## 1930−1940
| Série | Date              | Match                 | Score |
| 19    | 27 septembre 1931 | Bulgarie - Turquie    | 5:1   |
| 20    | 2 octobre 1931    | Yougoslavie - Turquie | 0:2   |
| 21    | 17 avril 1932     | Turquie - Hongrie     | 1:2   |
| 22    | 22 avril 1932     | Turquie - Hongrie     | 1:4   |
| 23    | 4 novembre 1932   | Turquie - Bulgarie    | 2:3   |
| 24    | 12 juillet 1936   | Turquie - Yougoslavie | 3:3   |
| 25    | 3 août 1936       | Norvège - Turquie     | 4:0   |
| 26    | 1er août 1937     | Yougoslavie - Turquie | 3:1   |

## 1940-1950
| Série | Date             | Match                 | Score |
| 27    | 23 avril 1948    | Grèce - Turquie       | 1:3   |
| 28    | 30 mai 1948      | Turquie - Autriche    | 0:1   |
| 29    | 2 août 1948      | Chine - Turquie       | 0:4   |
| 30    | 5 août 1948      | Yougoslavie - Turquie | 3:1   |
| 31    | 28 novembre 1948 | Turquie - Grèce       | 2:1   |
| 32    | 20 mars 1949     | Autriche - Turquie    | 1:0   |
| 33    | 13 mars 1949     | Égypte - Turquie      | 2:3   |
| 34    | 15 mars 1949     | Grèce - Turquie       | 1:2   |
| 35    | 20 mai 1949      | Italie - Turquie      | 3:2   |
| 36    | 20 novembre 1949 | Turquie - Syrie       | 7:0   |

## 1950−1959
| Série | Date              | Match                     | Score |
| 37    | 28 mai 1950       | Turquie - Iran            | 6:1   |
| 38    | 28 octobre 1950   | Israël - Turquie          | 5:1   |
| 39    | 3 décembre 1950   | Turquie - Israël          | 3:2   |
| 40    | 10 juin 1951      | Suède - Turquie           | 3:1   |
| 41    | 17 juin 1951      | Allemagne - Turquie       | 1:2   |
| 42    | 14 novembre 1951  | Turquie - Suède           | 1:0   |
| 43    | 21 novembre 1951  | Turquie - Allemagne       | 0:2   |
| 44    | 1er juin 1952     | Turquie - Suède           | 1:5   |
| 45    | 8 juin 1952       | Turquie - Espagne         | 0:0   |
| 46    | 15 mai 1953       | Suède - Turquie           | 1:2   |
| 47    | 2 novembre 1953   | Turquie - Yougoslavie     | 2:2   |
| 48    | 7 mai 1953        | Turquie - Italie          | 0:1   |
| 49    | 12 septembre 1954 | Espagne - Turquie         | 4:1   |
| 50    | 17 juin 1954      | Turquie - Espagne         | 1:0   |
| 51    | 14 octobre 1954   | Espagne - Turquie         | 2:2   |
| 52    | 8 avril 1954      | Allemagne - Turquie       | 4:1   |
| 53    | 15 avril 1954     | Corée du Sud - Turquie    | 0:7   |
| 54    | 28 mai 1954       | Allemagne - Turquie       | 7:2   |
| 55    | 17 octobre 1954   | Yougoslavie - Turquie     | 5:1   |
| 56    | 3 avril 1955      | Turquie - France          | 0:0   |
| 57    | 26 juin 1955      | Italie - Turquie          | 1:1   |
| 58    | 18 décembre 1955  | Turquie - Portugal        | 3:1   |
| 59    | 25 décembre 1955  | France - Turquie          | 3:1   |
| 60    | 19 février 1956   | Turquie - Hongrie         | 3:1   |
| 61    | 25 mars 1956      | Portugal - Turquie        | 3:1   |
| 62    | 1er mai 1956      | Turquie - Brésil          | 0:1   |
| 63    | 16 novembre 1956  | Turquie - Pologne         | 1:1   |
| 64    | 25 novembre 1956  | Tchécoslovaquie - Turquie | 1:1   |
| 65    | 5 avril 1957      | Égypte - Turquie          | 0:4   |
| 66    | 19 mai 1957       | Pologne - Turquie         | 0:1   |
| 67    | 6 octobre 1957    | Espagne - Turquie         | 3:0   |
| 68    | 8 décembre 1957   | Turquie - Belgique        | 1:1   |
| 69    | 4 mai 1958        | Pays-Bas - Turquie        | 1:2   |
| 70    | 26 octobre 1958   | Belgique - Turquie        | 1:1   |
| 71    | 2 novembre 1958   | Roumanie - Turquie        | 3:0   |
| 72    | 7 décembre 1958   | Turquie - Bulgarie        | 0:0   |
| 73    | 18 décembre 1958  | Turquie - Tchécoslovaquie | 1:0   |
| 74    | 26 avril 1959     | Turquie - Roumanie        | 2:0   |
| 75    | 10 mai 1959       | Turquie - Pays-Bas        | 0:0   |

## 1960−1969
| Série | Date              | Match                     | Score |
| 76    | 8 juin 1960       | Turquie - Écosse          | 4:2   |
| 77    | 27 novembre 1960  | Bulgarie - Turquie        | 2:1   |
| 78    | 14 mai 1960       | Turquie - Roumanie        | 0:1   |
| 79    | 1er juin 1961     | Norvège - Turquie         | 0:1   |
| 80    | 17 juin 1961      | URSS - Turquie            | 1:0   |
| 81    | 8 octobre 1961    | Roumanie - Turquie        | 4:0   |
| 82    | 18 octobre 1961   | Turquie - Corée du Sud    | 1:0   |
| 83    | 29 octobre 1961   | Turquie - Norvège         | 2:1   |
| 84    | 12 novembre 1961  | Turquie - URSS            | 1:2   |
| 85    | 29 avril 1962     | Hongrie - Turquie         | 0:0   |
| 86    | 16 mai 1962       | Turquie - Israël          | 1:0   |
| 87    | 10 octobre 1962   | Turquie - Éthiopie        | 2:0   |
| 88    | 25 novembre 1962  | Israël - Turquie          | 0:2   |
| 89    | 2 décembre 1962   | Italie - Turquie          | 6:0   |
| 90    | 12 décembre 1962  | Turquie - Danemark        | 1:1   |
| 91    | 16 décembre 1962  | Éthiopie - Turquie        | 0:0   |
| 92    | 27 mars 1963      | Turquie - Italie          | 0:1   |
| 93    | 22 septembre 1963 | Pologne - Turquie         | 0:0   |
| 94    | 28 septembre 1963 | Allemagne - Turquie       | 3:0   |
| 95    | 9 octobre 1963    | Turquie - Roumanie        | 0:0   |
| 96    | 27 septembre 1963 | Turquie - Pologne         | 2:3   |
| 97    | 1er novembre 1964 | Turquie - Tunisie         | 4:1   |
| 98    | 20 décembre 1964  | Turquie - Bulgarie        | 0:0   |
| 99    | 24 janvier 1965   | Portugal - Turquie        | 5:1   |
| 100   | 19 avril 1965     | Turquie - Portugal        | 0:1   |
| 101   | 2 mai 1965        | Roumanie - Turquie        | 3:0   |
| 102   | 9 mai 1965        | Bulgarie - Turquie        | 4:1   |
| 103   | 21 juillet 1965   | Pakistan - Turquie        | 1:3   |
| 104   | 25 juillet 1965   | Turquie - Corée du Sud    | 1:0   |
| 105   | 29 octobre 1965   | Turquie - Tchécoslovaquie | 0:6   |
| 106   | 23 octobre 1965   | Turquie - Roumanie        | 2:1   |
| 107   | 21 novembre 1965  | Tchécoslovaquie - Turquie | 3:1   |
| 108   | 16 mars 1966      | Iran - Turquie            | 0:0   |
| 109   | 10 octobre 1966   | Danemark - Turquie        | 0:0   |
| 110   | 12 octobre 1966   | Turquie - Allemagne       | 0:2   |
| 111   | 16 octobre 1966   | URSS - Turquie            | 0:2   |
| 112   | 16 novembre 1966  | Irlande - Turquie         | 2:1   |
| 113   | 22 janvier 1967   | Tunisie - Turquie         | 0:0   |
| 114   | 1er février 1967  | Turquie - Espagne         | 0:0   |
| 115   | 22 février 1967   | Turquie - Irlande         | 2:1   |
| 116   | 31 mai 1967       | Espagne - Turquie         | 2:0   |
| 117   | 18 juin 1967      | Tchécoslovaquie - Turquie | 3:0   |
| 118   | 15 novembre 1967  | Turquie - Tchécoslovaquie | 0:0   |
| 119   | 26 novembre 1967  | Iran - Turquie            | 0:1   |
| 120   | 28 novembre 1967  | Pakistan - Turquie        | 4:7   |
| 121   | 13 mars 1968      | Turquie - Tunisie         | 0:0   |
| 122   | 24 avril 1968     | Pologne - Turquie         | 8:0   |
| 123   | 9 octobre 1968    | Turquie - Bulgarie        | 0:2   |
| 124   | 23 octobre 1968   | Irlande du Nord - Turquie | 4:1   |
| 125   | 11 décembre 1968  | Turquie - Irlande du Nord | 0:3   |
| 126   | 17 janvier 1969   | Arabie saoudite - Turquie | 1:2   |
| 127   | 30 avril 1969     | Turquie - Pologne         | 1:3   |
| 128   | 14 septembre 1969 | Turquie - Pakistan        | 4:2   |
| 129   | 17 septembre 1969 | Turquie - Iran            | 4:0   |
| 130   | 24 septembre 1969 | Turquie - Suisse          | 3:0   |
| 131   | 11 octobre 1969   | URSS - Turquie            | 0:3   |
| 132   | 4 novembre 1969   | Turquie - URSS            | 1:3   |

## 1970−1979
| Série | Date              | Match                     | Score |
| 133   | 17 octobre 1970   | Allemagne - Turquie       | 1:1   |
| 134   | 13 décembre 1970  | Turquie - Albanie         | 2:1   |
| 135   | 25 avril 1971     | Turquie - Allemagne       | 0:3   |
| 136   | 22 septembre 1971 | Pologne - Turquie         | 5:1   |
| 137   | 26 septembre 1971 | Suisse - Turquie          | 4:0   |
| 138   | 14 novembre 1971  | Albanie - Turquie         | 3:0   |
| 139   | 5 décembre 1971   | Turquie - Pologne         | 1:0   |
| 140   | 12 avril 1972     | Bulgarie - Turquie        | 4:2   |
| 141   | 4 octobre 1972    | Algérie - Turquie         | 0:4   |
| 142   | 22 octobre 1972   | Luxembourg - Turquie      | 2:0   |
| 143   | 10 décembre 1972  | Turquie - Luxembourg      | 3:0   |
| 144   | 13 janvier 1973   | Italie - Turquie          | 0:0   |
| 145   | 14 février 1973   | Turquie - Algérie         | 4:0   |
| 146   | 25 février 1973   | Turquie - Italie          | 0:1   |
| 147   | 18 avril 1973     | Turquie - Bulgarie        | 5:2   |
| 148   | 9 mai 1973        | Suisse - Turquie          | 0:0   |
| 149   | 17 octobre 1973   | Turquie - Espagne         | 0:0   |
| 150   | 19 novembre 1973  | Turquie - Suisse          | 2:0   |
| 151   | 18 janvier 1974   | Pakistan - Turquie        | 2:2   |
| 152   | 20 janvier 1974   | Iran - Turquie            | 0:1   |
| 153   | 8 mai 1974        | Bulgarie - Turquie        | 5:1   |
| 154   | 13 novembre 1974  | Turquie - Autriche        | 0:1   |
| 155   | 20 novembre 1974  | Turquie - Irlande         | 1:1   |
| 156   | 1er décembre 1974 | Turquie - Suisse          | 2:1   |
| 157   | 19 mars 1975      | Turquie - Roumanie        | 1:1   |
| 158   | 2 avril 1975      | URSS - Turquie            | 3:0   |
| 159   | 30 avril 1975     | Suisse - Turquie          | 1:1   |
| 160   | 12 octobre 1975   | Roumanie - Turquie        | 2:2   |
| 161   | 29 octobre 1975   | Irlande - Turquie         | 4:0   |
| 162   | 23 novembre 1975  | Turquie - URSS            | 1:0   |
| 163   | 20 décembre 1975  | Turquie - Allemagne       | 0:5   |
| 164   | 8 février 1976    | Irak - Turquie            | 0:0   |
| 165   | 25 août 1976      | Finlande - Turquie        | 2:1   |
| 166   | 22 septembre 1976 | Bulgarie - Turquie        | 2:2   |
| 167   | 13 octobre 1976   | Turquie - Irlande         | 3:3   |
| 168   | 31 octobre 1976   | Turquie - Malte           | 4:0   |
| 169   | 17 novembre 1976  | RDA - Turquie             | 1:1   |
| 170   | 16 février 1977   | Turquie - Bulgarie        | 2:0   |
| 171   | 23 mars 1977      | Roumanie - Turquie        | 4:0   |
| 172   | 6 avril 1977      | Turquie - Finlande        | 1:2   |
| 173   | 17 avril 1977     | Autriche - Turquie        | 1:0   |
| 174   | 7 septembre 1977  | Tchécoslovaquie - Turquie | 0:0   |
| 175   | 25 août 1977      | Finlande - Turquie        | 2:1   |
| 176   | 22 septembre 1977 | Bulgarie - Turquie        | 2:2   |
| 177   | 16 novembre 1977  | Turquie - RDA             | 1:2   |
| 178   | 22 mars 1977      | Malte - Turquie           | 0:3   |
| 179   | 5 avril 1978      | Irlande - Turquie         | 4:2   |
| 180   | 5 avril 1978      | Irlande - Turquie         | 4:2   |
| 181   | 23 septembre 1978 | Italie - Turquie          | 1:0   |
| 182   | 5 octobre 1978    | Turquie - URSS            | 0:2   |
| 183   | 29 novembre 1978  | Pays de Galles - Turquie  | 1:0   |
| 184   | 28 février 1979   | Turquie - Algérie         | 0:1   |
| 185   | 18 mars 1979      | Turquie - Malte           | 2:1   |
| 186   | 1er avril 1979    | Turquie - Allemagne       | 0:0   |
| 187   | 28 octobre 1979   | Malte - Turquie           | 1:2   |
| 188   | 21 novembre 1979  | Turquie - Pays de Galles  | 1:0   |
| 189   | 22 décembre 1979  | Allemagne - Turquie       | 2:0   |

## 1980−1989
| Série | Date              | Match                     | Score |
| 190   | 24 septembre 1980 | Turquie - Islande         | 1:3   |
| 191   | 1er octobre 1980  | Turquie - Libye           | 1:2   |
| 192   | 3 octobre 1980    | Turquie - Arabie saoudite | 3:0   |
| 193   | 5 octobre 1980    | Turquie - Malaisie        | 3:1   |
| 194   | 15 octobre 1980   | Pays de Galles - Turquie  | 4:0   |
| 195   | 3 décembre 1980   | Tchécoslovaquie - Turquie | 2:0   |
| 196   | 25 mars 1981      | Turquie - Pays de Galles  | 0:1   |
| 197   | 15 avril 1981     | Turquie - Tchécoslovaquie | 0:3   |
| 198   | 9 septembre 1981  | Islande - Turquie         | 2:0   |
| 199   | 23 septembre 1981 | URSS - Turquie            | 4:0   |
| 200   | 7 octobre 1981    | Turquie - URSS            | 0:2   |
| 201   | 22 septembre 1982 | Hongrie - Turquie         | 5:0   |
| 202   | 27 octobre 1982   | Turquie - Albanie         | 1:0   |
| 203   | 17 novembre 1982  | Autriche - Turquie        | 4:0   |
| 204   | 22 septembre 1982 | Turquie - Bulgarie        | 0:1   |
| 205   | 29 janvier 1983   | Turquie - Roumanie        | 1:1   |
| 206   | 9 mars 1983       | Roumanie - Turquie        | 0:1   |
| 207   | 30 mars 1983      | Irlande du Nord - Turquie | 0:3   |
| 208   | 23 avril 1983     | Turquie - Allemagne       | 0:3   |
| 209   | 11 mai 1983       | Autriche - Turquie        | 1:1   |
| 210   | 12 octobre 1983   | Turquie - Irlande du Nord | 1:0   |
| 211   | 26 octobre 1983   | Allemagne - Turquie       | 5:1   |
| 212   | 16 novembre 1983  | Turquie - Autriche        | 3:1   |
| 213   | 20 janvier 1984   | Égypte - Turquie          | 1:0   |
| 214   | 22 janvier 1984   | Égypte - Turquie          | 0:1   |
| 215   | 3 mars 1984       | Turquie - Italie          | 1:2   |
| 216   | 11 mars 1984      | Luxembourg - Turquie      | 1:3   |
| 217   | 4 avril 1984      | Turquie - Macédoine       | 0:6   |
| 218   | 6 septembre 1984  | Turquie - URSS            | 2:1   |
| 219   | 26 septembre 1984 | Pologne - Turquie         | 2:0   |
| 220   | 16 octobre 1984   | Turquie - Bulgarie        | 0:0   |
| 221   | 31 octobre 1984   | Turquie - Finlande        | 1:2   |
| 222   | 14 novembre 1984  | Turquie - Angleterre      | 0:8   |
| 223   | 22 décembre 1984  | Turquie - Luxembourg      | 1:0   |
| 224   | 28 mars 1985      | Albanie - Turquie         | 0:0   |
| 225   | 3 avril 1985      | Roumanie - Turquie        | 3:0   |
| 226   | 1er mai 1985      | Irlande du Nord - Turquie | 2:0   |
| 227   | 27 août 1985      | Suisse - Turquie          | 0:0   |
| 228   | 11 septembre 1985 | Turquie - Irlande du Nord | 0:0   |
| 229   | 25 septembre 1985 | Finlande - Turquie        | 1:0   |
| 230   | 16 octobre 1985   | Angleterre - Turquie      | 5:0   |
| 231   | 13 novembre 1985  | Turquie - Roumanie        | 1:3   |
| 232   | 11 décembre 1985  | Turquie - Pologne         | 1:1   |
| 233   | 12 mars 1986      | Turquie - Suisse          | 1:0   |
| 234   | 29 octobre 1986   | Yougoslavie - Turquie     | 4:0   |
| 235   | 12 novembre 1986  | Turquie - Irlande du Nord | 0:0   |
| 236   | 4 mars 1987       | Turquie - Roumanie        | 1:3   |
| 237   | 25 mars 1987      | Turquie - RDA             | 3:1   |
| 238   | 29 avril 1987     | Turquie - Angleterre      | 0:0   |
| 239   | 14 octobre 1987   | Angleterre - Turquie      | 8:0   |
| 240   | 11 novembre 1987  | Irlande du Nord - Turquie | 1:0   |
| 241   | 16 décembre 1987  | Turquie - Yougoslavie     | 2:3   |
| 242   | 16 mars 1988      | Macédoine - Turquie       | 1:0   |
| 243   | 21 septembre 1988 | Turquie - Grèce           | 3:1   |
| 244   | 12 octobre 1988   | Turquie - Islande         | 1:1   |
| 245   | 2 novembre 1988   | Autriche - Turquie        | 3:2   |
| 246   | 30 novembre 1988  | Turquie - RDA             | 3:1   |
| 247   | 29 mars 1989      | Grèce - Turquie           | 0:1   |
| 248   | 12 avril 1989     | RDA - Turquie             | 0:2   |
| 249   | 10 mai 1989       | Turquie - URSS            | 0:1   |
| 250   | 20 septembre 1989 | Islande - Turquie         | 2:1   |
| 251   | 25 octobre 1989   | Turquie - Autriche        | 3:0   |
| 252   | 15 décembre 1989  | URSS - Turquie            | 2:0   |

## 1990−1999
| Série | Date              | Match                        | Score |
| 253   | 11 avril 1990     | Danemark - Turquie           | 1:0   |
| 254   | 25 mai 1990       | Turquie - Irlande            | 0:0   |
| 255   | 5 septembre 1990  | Hongrie - Turquie            | 4:1   |
| 256   | 17 octobre 1990   | Irlande - Turquie            | 5:0   |
| 257   | 14 novembre 1990  | Turquie - Pologne            | 0:1   |
| 258   | 27 février 1991   | Turquie - Yougoslavie        | 1:1   |
| 259   | 27 mars 1991      | Tunisie - Turquie            | 0:0   |
| 260   | 17 avril 1991     | Turquie - Pologne            | 0:3   |
| 261   | 1er mai 1991      | Turquie - Angleterre         | 0:1   |
| 262   | 15 juillet 1991   | Îles Féroé - Turquie         | 1:1   |
| 263   | 17 juillet 1991   | Islande - Turquie            | 5:1   |
| 264   | 21 août 1991      | Bulgarie - Turquie           | 0:0   |
| 265   | 4 septembre 1991  | Turquie - États-Unis         | 1:1   |
| 266   | 16 octobre 1991   | Angleterre - Turquie         | 1:0   |
| 267   | 13 novembre 1991  | Turquie - Irlande            | 1:3   |
| 268   | 12 février 1992   | Turquie - Finlande           | 1:1   |
| 269   | 27 mars 1992      | Luxembourg - Turquie         | 2:3   |
| 270   | 8 avril 1992      | Turquie - Danemark           | 2:1   |
| 271   | 30 mai 1992       | Allemagne - Turquie          | 1:0   |
| 272   | 26 août 1992      | Turquie - Bulgarie           | 3:2   |
| 273   | 23 septembre 1992 | Pologne - Turquie            | 1:0   |
| 274   | 28 octobre 1992   | Turquie - Saint-Marin        | 4:1   |
| 275   | 18 novembre 1992  | Angleterre - Turquie         | 4:0   |
| 276   | 16 décembre 1992  | Turquie - Pays-Bas           | 1:3   |
| 277   | 24 février 1993   | Pays-Bas - Turquie           | 3:1   |
| 278   | 10 mars 1993      | Saint-Marin - Turquie        | 0:0   |
| 279   | 31 mars 1993      | Turquie - Angleterre         | 0:2   |
| 280   | 28 avril 1993     | Norvège - Turquie            | 3:1   |
| 281   | 27 octobre 1993   | Turquie - Pologne            | 2:1   |
| 282   | 10 novembre 1993  | Turquie - Norvège            | 2:1   |
| 283   | 23 février 1994   | Turquie - République tchèque | 1:4   |
| 284   | 20 avril 1994     | Turquie - Russie             | 0:1   |
| 285   | 31 août 1994      | Macédoine - Turquie          | 0:2   |
| 286   | 7 septembre 1994  | Hongrie - Turquie            | 2:2   |
| 287   | 12 octobre 1994   | Turquie - Islande            | 5:0   |
| 288   | 14 décembre 1994  | Turquie - Suisse             | 1:2   |
| 289   | 21 décembre 1994  | Italie - Turquie             | 3:1   |
| 290   | 15 février 1995   | Turquie - Roumanie           | 1:1   |
| 291   | 8 mars 1995       | Turquie - Israël             | 2:1   |
| 293   | 26 avril 1995     | Turquie - Suisse             | 1:2   |
| 294   | 4 juin 1995       | Canada - Turquie             | 1:3   |
| 295   | 7 juin 1995       | Canada - Turquie             | 0:3   |
| 296   | 11 juin 1995      | Honduras - Turquie           | 0:1   |
| 297   | 17 juin 1995      | Paraguay - Turquie           | 0:0   |
| 298   | 20 juin 1995      | Nouvelle-Zélande - Turquie   | 1:2   |
| 299   | 22 juin 1995      | Chili - Turquie              | 0:0   |
| 300   | 30 août 1995      | Turquie - Macédoine          | 2:1   |
| 301   | 6 septembre 1995  | Turquie - Hongrie            | 2:0   |
| 302   | 4 octobre 1995    | Finlande - Turquie           | 0:0   |
| 303   | 11 octobre 1995   | Islande - Turquie            | 0:0   |
| 304   | 15 novembre 1995  | Suisse - Turquie             | 2:2   |
| 305   | 14 février 1996   | Turquie - Biélorussie        | 3:2   |
| 306   | 26 mars 1996      | République tchèque - Turquie | 3:0   |
| 307   | 9 avril 1996      | Azerbaïdjan - Turquie        | 0:1   |
| 308   | 1er mai 1996      | Turquie - Ukraine            | 2:2   |
| 309   | 29 mai 1996       | Estonie - Turquie            | 0:0   |
| 310   | 2 juin 1996       | Finlande - Turquie           | 1:2   |
| 311   | 11 juin 1996      | Croatie - Turquie            | 1:0   |
| 312   | 14 juin 1996      | Portugal - Turquie           | 1:0   |
| 313   | 19 juin 1996      | Danemark - Turquie           | 3:0   |
| 314   | 14 août 1996      | Turquie - Moldavie           | 2:0   |
| 315   | 31 août 1996      | Belgique - Turquie           | 1:0   |
| 316   | 9 octobre 1996    | France - Turquie             | 4:0   |
| 317   | 10 novembre 1996  | Turquie - Saint-Marin        | 7:0   |
| 318   | 14 décembre 1997  | Pays de Galles - Turquie     | 0:0   |
| 319   | 12 février 1997   | Turquie - Finlande           | 1:1   |
| 320   | 2 avril 1997      | Turquie - Pays-Bas           | 1:0   |
| 321   | 30 avril 1997     | Turquie - Belgique           | 1:3   |
| 322   | 12 juin 1997      | Croatie - Turquie            | 1:1   |
| 323   | 15 juin 1997      | Japon - Turquie              | 1:0   |
| 324   | 20 août 1997      | Turquie - Pays de Galles     | 6:4   |
| 325   | 10 septembre 1997 | Saint-Marin - Turquie        | 0:5   |
| 326   | 11 octobre 1997   | Pays-Bas - Turquie           | 0:0   |
| 327   | 21 janvier 1998   | Turquie - Albanie            | 1:4   |
| 328   | 18 février 1998   | Israël - Turquie             | 4:0   |
| 329   | 22 avril 1998     | Russie - Turquie             | 1:0   |
| 330   | 5 septembre 1998  | Turquie - Irlande du Nord    | 3:0   |
| 331   | 10 octobre 1998   | Turquie - Allemagne          | 1:0   |
| 332   | 14 octobre 1998   | Turquie - Finlande           | 1:3   |
| 333   | 27 mars 1999      | Turquie - Moldavie           | 2:0   |
| 334   | 5 juin 1999       | Finlande - Turquie           | 2:4   |
| 335   | 18 février 1999   | Irlande du Nord - Turquie    | 0:3   |
| 336   | 6 septembre 1999  | Moldavie - Turquie           | 1:1   |
| 337   | 9 octobre 1999    | Allemagne - Turquie          | 0:0   |
| 338   | 13 novembre 1999  | Irlande - Turquie            | 1:1   |
| 339   | 17 novembre 1999  | Turquie - Irlande            | 0:0   |

## 2000−2009
| Série | Date               | Match                        | Compétition                             | Score | Rapport |
| 340   | 2 février 2000     | Turquie - Norvège            | -                                       | 0:2   | -       |
| 341   | 11 juin 2000       | Turquie - Italie             | -                                       | 1:2   | -       |
| 342   | 15 juin 2000       | Suède - Turquie              | -                                       | 0:0   | -       |
| 343   | 19 juin 2000       | Belgique - Turquie           | -                                       | 0:2   | -       |
| 344   | 24 juin 2000       | Portugal - Turquie           | -                                       | 2:0   | -       |
| 345   | 16 août 2000       | Bosnie-Herzégovine - Turquie | -                                       | 2:0   | -       |
| 346   | 2 septembre 2000   | Turquie - Moldavie           | -                                       | 2:0   | -       |
| 347   | 7 octobre 2000     | Suède - Turquie              | -                                       | 1:1   | -       |
| 348   | 11 octobre 2000    | Azerbaïdjan - Turquie        | -                                       | 0:1   | -       |
| 349   | 15 novembre 2000   | Turquie - France             | -                                       | 0:4   | -       |
| 350   | 28 février 2001    | Pays-Bas - Turquie           | -                                       | 0:0   | -       |
| 351   | 24 mars 2001       | Turquie - Slovaquie          | -                                       | 1:1   | -       |
| 352   | 28 mars 2001       | Macédoine - Turquie          | -                                       | 1:2   | -       |
| 353   | 25 avril 2001      | Turquie - Albanie            | -                                       | 0:2   | -       |
| 354   | 2 juin 2001        | Turquie - Azerbaïdjan        | -                                       | 3:0   | -       |
| 355   | 6 juin 2001        | Turquie - Macédoine          | -                                       | 3:3   | -       |
| 356   | 15 août 2001       | Norvège - Turquie            | -                                       | 1:1   | -       |
| 357   | 1er septembre 2001 | Slovaquie - Turquie          | -                                       | 0:1   | -       |
| 358   | 5 septembre 2001   | Turquie - Suède              | -                                       | 1:2   | -       |
| 359   | 6 octobre 2001     | Moldavie - Turquie           | -                                       | 0:3   | -       |
| 360   | 10 novembre 2001   | Autriche - Turquie           | -                                       | 0:1   | -       |
| 361   | 14 novembre 2001   | Turquie - Autriche           | -                                       | 5:0   | -       |
| 362   | 12 février 2002    | Équateur - Turquie           | -                                       | 1:0   | -       |
| 363   | 26 mars 2002       | Corée du Nord - Turquie      | -                                       | 0:0   | -       |
| 364   | 17 avril 2002      | Chili - Turquie              | -                                       | 0:2   | -       |
| 365   | 23 mai 2002        | Afrique du Sud - Turquie     | -                                       | 2:0   | -       |
| 366   | 3 juin 2002        | Brésil - Turquie             | -                                       | 2:1   | -       |
| 367   | 9 juin 2002        | Costa Rica - Turquie         | -                                       | 1:1   | -       |
| 368   | 13 juin 2002       | Chine - Turquie              | -                                       | 0:3   | -       |
| 369   | 18 juin 2002       | Japon - Turquie              | -                                       | 0:1   | -       |
| 370   | 22 juin 2002       | Sénégal - Turquie            | -                                       | 0:1   | -       |
| 371   | 26 juin 2002       | Brésil - Turquie             | -                                       | 1:0   | -       |
| 372   | 29 juin 2002       | Corée du Nord - Turquie      | -                                       | 2:3   | -       |
| 373   | 21 août 2002       | Turquie - Géorgie            | -                                       | 3:0   | -       |
| 374   | 7 septembre 2002   | Turquie - Slovaquie          | -                                       | 3:0   | -       |
| 375   | 12 octobre 2002    | Macédoine - Turquie          | -                                       | 1:2   | -       |
| 376   | 16 octobre 2002    | Turquie - Liechtenstein      | -                                       | 5:0   | -       |
| 377   | 20 novembre 2002   | Italie - Turquie             | -                                       | 1:1   | -       |
| 378   | 12 février 2003    | Turquie - Ukraine            | -                                       | 0:0   | -       |
| 379   | 2 avril 2003       | Angleterre - Turquie         | -                                       | 2:0   | -       |
| 380   | 30 avril 2003      | République tchèque - Turquie | -                                       | 4:0   | -       |
| 381   | 7 juin 2003        | Slovaquie - Turquie          | -                                       | 0:1   | -       |
| 382   | 11 juin 2003       | Turquie - Macédoine          | -                                       | 3:2   | -       |
| 383   | 19 juin 2003       | États-Unis - Turquie         | -                                       | 1:2   | -       |
| 384   | 21 juin 2003       | Cameroun - Turquie           | -                                       | 1:0   | -       |
| 385   | 23 juin 2003       | Brésil - Turquie             | -                                       | 1:2   | -       |
| 386   | 26 juin 2003       | France - Turquie             | -                                       | 3:2   | -       |
| 387   | 28 juin 2003       | Colombie - Turquie           | -                                       | 1:2   | -       |
| 388   | 20 août 2003       | Turquie - Moldavie           | -                                       | 2:0   | -       |
| 389   | 6 septembre 2003   | Liechtenstein - Turquie      | -                                       | 0:3   | -       |
| 390   | 9 septembre 2003   | Irlande - Turquie            | -                                       | 2:2   | -       |
| 391   | 11 octobre 2003    | Turquie - Angleterre         | -                                       | 0:0   | -       |
| 392   | 15 novembre 2003   | Lettonie - Turquie           | -                                       | 1:0   | -       |
| 393   | 19 novembre 2003   | Turquie - Lettonie           | -                                       | 2:2   | -       |
| 394   | 18 février 2004    | Turquie - Danemark           | Match amical                            | 0:1   | Rapport |
| 395   | 31 mars 2004       | Croatie - Turquie            | Match amical                            | 2:2   | Rapport |
| 396   | 28 avril 2004      | Belgique - Turquie           | Match amical                            | 2:3   | Rapport |
| 397   | 21 mai 2004        | Australie - Turquie          | Match amical                            | 1:3   | Rapport |
| 398   | 24 mai 2004        | Autriche - Turquie           | Match amical                            | 0:1   | Rapport |
| 399   | 2 juin 2004        | Corée du Nord - Turquie      | Match amical                            | 0:1   | Rapport |
| 400   | 5 juin 2004        | Corée du Nord - Turquie      | Match amical                            | 2:1   | Rapport |
| 401   | 18 août 2004       | Turquie - Biélorussie        | Match amical                            | 1:2   | Rapport |
| 402   | 4 septembre 2004   | Turquie - Géorgie            | Qualification Coupe du monde 2006       | 1:1   | Rapport |
| 403   | 8 septembre 2004   | Grèce - Turquie              | Qualification Coupe du monde 2006       | 0:0   | Rapport |
| 404   | 9 octobre 2004     | Turquie - Kazakhstan         | Qualification Coupe du monde 2006       | 4:0   | Rapport |
| 405   | 13 octobre 2004    | Danemark - Turquie           | Qualification Coupe du monde 2006       | 1:1   | Rapport |
| 406   | 17 novembre 2004   | Turquie - Ukraine            | Qualification Coupe du monde 2006       | 0:3   | Rapport |
| 407   | 26 mars 2005       | Turquie - Albanie            | Qualification Coupe du monde 2006       | 2:0   | Rapport |
| 408   | 30 mars 2005       | Géorgie - Turquie            | Qualification Coupe du monde 2006       | 2:5   | Rapport |
| 409   | 4 juin 2005        | Turquie - Grèce              | Qualification Coupe du monde 2006       | 0:0   | Rapport |
| 410   | 8 juin 2005        | Kazakhstan - Turquie         | Qualification Coupe du monde 2006       | 0:6   | Rapport |
| 411   | 17 août 2005       | Bulgarie - Turquie           | Match amical                            | 3:1   | Rapport |
| 412   | 3 septembre 2005   | Turquie - Danemark           | Qualification Coupe du monde 2006       | 2:2   | Rapport |
| 413   | 7 septembre 2005   | Ukraine - Turquie            | Qualification Coupe du monde 2006       | 0:1   | Rapport |
| 414   | 8 octobre 2005     | Turquie - Allemagne          | Match amical                            | 2:1   | Rapport |
| 415   | 12 octobre 2005    | Albanie - Turquie            | Qualification Coupe du monde 2006       | 0:1   | Rapport |
| 416   | 12 novembre 2005   | Suisse - Turquie             | Qualification Coupe du monde 2006       | 2:0   | Rapport |
| 417   | 16 novembre 2005   | Turquie - Suisse             | Qualification Coupe du monde 2006       | 4:2   | Rapport |
| 418   | 1er mars 2006      | Turquie - République tchèque | Match amical                            | 2:2   | Rapport |
| 419   | 12 avril 2006      | Azerbaïdjan - Turquie        | Match amical                            | 1:1   | Rapport |
| 420   | 24 mai 2005        | Belgique - Turquie           | Match amical                            | 3:3   | Rapport |
| 421   | 26 mai 2005        | Ghana - Turquie              | Match amical                            | 1:1   | Rapport |
| 422   | 28 mai 2006        | Estonie - Turquie            | Match amical                            | 1:1   | Rapport |
| 423   | 31 mai 2006        | Arabie saoudite - Turquie    | Match amical                            | 0:1   | Rapport |
| 424   | 2 juin 2006        | Angola - Turquie             | Match amical                            | 2:3   | Rapport |
| 425   | 4 juin 2006        | Macédoine - Turquie          | Match amical                            | 1:0   | Rapport |
| 426   | 16 août 2006       | Luxembourg - Turquie         | Match amical                            | 0:1   | Rapport |
| 427   | 6 septembre 2006   | Turquie - Malte              | Éliminatoires Euro 2008                 | 2:0   | Rapport |
| 428   | 7 octobre 2006     | Hongrie - Turquie            | Éliminatoires Euro 2008                 | 0:1   | Rapport |
| 429   | 11 octobre 2006    | Turquie - Moldavie           | Éliminatoires Euro 2008                 | 5:0   | Rapport |
| 430   | 15 novembre 2006   | Italie - Turquie             | Match amical                            | 1:1   | Rapport |
| 431   | 7 février 2007     | Géorgie - Turquie            | Match amical                            | 1:0   | Rapport |
| 432   | 24 mars 2007       | Grèce - Turquie              | Éliminatoires Euro 2008                 | 1:4   | Rapport |
| 433   | 28 mars 2007       | Turquie - Norvège            | Éliminatoires Euro 2008                 | 2:2   | Rapport |
| 434   | 2 juin 2007        | Bosnie-Herzégovine - Turquie | Éliminatoires Euro 2008                 | 3:2   | Rapport |
| 435   | 5 juin 2007        | Brésil - Turquie             | Match amical                            | 0:0   | Rapport |
| 436   | 22 août 2007       | Roumanie - Turquie           | Match amical                            | 2:0   | Rapport |
| 437   | 8 septembre 2007   | Malte - Turquie              | Éliminatoires Euro 2008                 | 2:2   | Rapport |
| 438   | 12 septembre 2007  | Turquie - Hongrie            | Éliminatoires Euro 2008                 | 3:0   | Rapport |
| 439   | 13 octobre 2007    | Moldavie - Turquie           | Éliminatoires Euro 2008                 | 1:1   | Rapport |
| 440   | 17 octobre 2007    | Turquie - Grèce              | Éliminatoires Euro 2008                 | 0:1   | Rapport |
| 441   | 17 novembre 2007   | Norvège - Turquie            | Éliminatoires Euro 2008                 | 1:2   | Rapport |
| 442   | 21 novembre 2007   | Turquie - Bosnie-Herzégovine | Éliminatoires Euro 2008                 | 1:0   | Rapport |
| 443   | 6 février 2008     | Turquie - Suède              | Match amical                            | 0:0   | Rapport |
| 444   | 26 mars 2008       | Biélorussie - Turquie        | Match amical                            | 2:2   | Rapport |
| 445   | 20 mai 2008        | Turquie - Slovaquie          | Match amical                            | 1:0   | Rapport |
| 446   | 25 mai 2008        | Turquie - Uruguay            | Match amical                            | 2:3   | Rapport |
| 447   | 29 mai 2008        | Turquie - Finlande           | Match amical                            | 2:0   | Rapport |
| 448   | 7 juin 2008        | Portugal - Turquie           | Euro 2008                               | 2:0   | Rapport |
| 449   | 11 juin 2008       | Suisse - Turquie             | Euro 2008                               | 1:2   | Rapport |
| 450   | 15 juin 2008       | Turquie - République tchèque | Euro 2008                               | 3:2   | Rapport |
| 451   | 20 juin 2008       | Croatie - Turquie            | Euro 2008                               | 2:4   | Rapport |
| 452   | 25 juin 2008       | Allemagne - Turquie          | Euro 2008                               | 3:2   | Rapport |
| 453   | 20 août 2008       | Turquie - Chili              | Match amical                            | 1:0   | Rapport |
| 454   | 6 septembre 2008   | Arménie - Turquie            | Éliminatoires de la coupe du monde 2010 | 0:2   | Rapport |
| 455   | 10 septembre 2008  | Turquie - Belgique           | Éliminatoires de la coupe du monde 2010 | 1:1   | Rapport |
| 456   | 11 octobre 2008    | Turquie - Bosnie-Herzégovine | Éliminatoires de la coupe du monde 2010 | 2:1   | Rapport |
| 457   | 15 octobre 2008    | Estonie - Turquie            | Éliminatoires de la coupe du monde 2010 | 0:0   | Rapport |
| 458   | 19 novembre 2008   | Autriche - Turquie           | Match amical                            | 2:4   | Rapport |
| 459   | 11 février 2009    | Turquie - Côte d'Ivoire      | Match amical                            | 1:1   | Rapport |
| 460   | 28 mars 2009       | Espagne - Turquie            | Éliminatoires de la coupe du monde 2010 | 1:0   | Rapport |
| 461   | 1er avril 2009     | Turquie - Espagne            | Éliminatoires de la coupe du monde 2010 | 1:2   | Rapport |
| 462   | 2 juin 2009        | Turquie - Azerbaïdjan        | Match amical                            | 2:0   | Rapport |
| 463   | 5 juin 2009        | France - Turquie             | Match amical                            | 1:0   | Rapport |
| 464   | 12 août 2009       | Ukraine - Turquie            | Match amical                            | 0:3   | Rapport |
| 465   | 4 septembre 2009   | Turquie - Estonie            | Éliminatoires de la coupe du monde 2010 | 4:2   | Rapport |
| 466   | 9 septembre 2009   | Bosnie-Herzégovine - Turquie | Éliminatoires de la coupe du monde 2010 | 1:1   | Rapport |
| 467   | 10 octobre 2009    | Belgique - Turquie           | Éliminatoires de la coupe du monde 2010 | 2:0   | Rapport |
| 468   | 14 octobre 2009    | Turquie - Arménie            | Éliminatoires de la coupe du monde 2010 | 2:0   | Rapport |

## 2010-2020
| Série | Date             | Match                        | Compétition  | Score | Rapport |
| 469   | 3 mars 2010      | Turquie - Honduras           | Match amical | 2:0   | Rapport |
| 470   | 22 mai 2010      | Turquie - République tchèque | Match amical | 2:1   | Rapport |
| 471   | 26 mai 2010      | Turquie - Irlande du Nord    | Match amical | 2-0   | Rapport |
| 472   | 29 mai 2010      | États-Unis - Turquie         | Match amical | 2-1   | Rapport |
| 473   | 11 août 2010     | Turquie - Roumanie           | Match amical | 2-0   |         |
| 474   | 3 septembre 2010 | Kazakhstan - Turquie         | -            | 0-3   |         |
| 475   | 7 septembre 2010 | Turquie - Belgique           | -            | 3-2   |         |
| 476   | 8 octobre 2010   | Allemagne - Turquie          | -            | 3-0   |         |